# Bob Pixel
Emmanuel Yeboah Bobbie (1. srpna 1976 – 25. února 2021), známý také jako Bob Pixel, byl profesionální ghanský fotograf a grafik. Vytvořil vlastní značku v podobě dokumentování událostí, jako jsou pohřby a festivaly. Pracoval s celebritami jako M.anifest, John Dumelo, Yvonne Nelson, Menaye Donkor, Jackie Appiah a dalšími. Měl se zúčastnit Mezinárodního týdne módy 2021 v Amsterdamu. Byl také nominován na Fotografa roku 2021 v soutěži Entertainment Achievement Awards.

## Životopis
Bob navštěvoval univerzitu KNUST (Kwame Nkrumah University of Science and Technology), kde v roce 2001 absolvoval s titulem BSc. v oboru komunikační design. Zanechal po sobě 3 děti.
Byl známý fotografováním turistických míst v Ghaně a společenských akcí. Pracoval s mezinárodními agenturami jako UNICEF (Living with Refugees), Ecobank, GH Fan Milk, Emirates, Samsung, Coca-Cola a dalšími.
Zemřel ve čtvrtek 25. února 2021. Podle některých zpráv nebyla příčina jeho smrti známa. Jiné zdroje tvrdily, že Bob zemřel na komplikace spojené s covidem-19.